# 長崎電気軌道5号系統
5号系統（5ごうけいとう）は、長崎電気軌道が運行する路面電車の運転系統の一つである。長崎市の石橋を起点とし、新地中華街、西浜町を経て、蛍茶屋へ至る。方向幕は緑色（■）。
路線では大浦支線（石橋 - 新地中華街）と本線（新地中華街 - 西浜町）と蛍茶屋支線（西浜町 - 蛍茶屋）に本系統が運行される。石橋 - 大浦海岸通間は単線であり、1列車しか入線できないため、全ての列車が大浦海岸通電停で行き違いを行っている。
大浦方面から長崎駅前方面および思案橋方面へは行けない（逆も同様）ため、新地中華街電停で本系統から1号系統に、市役所で3号系統に乗り継ぎが出来る。また、4号系統の減便に伴い、西浜町で本系統蛍茶屋方面と1号系統崇福寺方面の乗継も可能となった。
かつては現金乗車でも乗継券を配布していたが、2021年4月以降はnimocaなど全国相互利用のICカード限定となっており、30分以内に乗り継ぐと2度目の運賃が無料になる。
かつては石橋・大浦天主堂下（現・大浦天主堂）電停は片側にしかホームが設置されていなかったため、両電停では進行方向右側のドアで乗降扱いを行っていた。ワンマン運転を行うにあたり前中扉車では右側前部から降車扱いを行うことができないため、当系統は前後扉の200形・211形・300形のみで運行されていた。2000年に両電停とも両側にホームが設置され、それ以降は前中扉車も運用されるようになっている。

## 系統概要
- 全長：3.5km（うち大浦海岸通 - 石橋間は単線）
- 所要時間：上り（石橋方面）20分、下り（蛍茶屋方面）22分
- 運行間隔：約8分間隔

## 停留場一覧
- 全区間長崎県長崎市内に所在。全区間併用軌道。

凡例
線路 … ｜：単線区間（行き違い不可）、∧：ここより下は複線、∥：複線区間
| 路線     | 停留場 番号    | 停留場名             | 読み                   | 停留所 間距離 (km) | 石橋 からの 距離 (km)                                | 周辺施設 | 線路 |
| -------- | -------------- | -------------------- | ---------------------- | ------------------ | ---------------------------------------------------- | --- | ---- |
| 大浦支線 | 51             | 石橋                 | いしばし               | -                  | 0.0                                                  | 孔子廟 | ｜   |
| 大浦支線 | 50             | 大浦天主堂           | おおうらてんしゅどう   | 0.3                | 0.3                                                  | 長崎あじさい病院・大浦天主堂･グラバー園・祈りの丘絵本美術館・旧香港上海銀行長崎支店・旧羅典神学校・軍艦島デジタルミュージアム・東山手十二番館 | ｜   |
| 大浦支線 | 48             | 大浦海岸通           | おおうらかいがんどおり | 0.2                | 0.5                                                  | 旧長崎税関下り松派出所・ナガサキピースミュージアム・大浦警察署                                                                                | ∧    |
| 大浦支線 | 47             | メディカルセンター   | めでぃかるせんたー     | 0.3                | 0.8                                                  | 長崎みなとメディカルセンター・オランダ坂・活水女子大学・海星高等学校                                                                          | ∥    |
| 大浦支線 | 31A 31B        | 新地中華街           | しんちちゅうかがい     | 0.4                | 1.2                                                  | 長崎新地中華街・長崎新地ターミナル（イオン長崎店）                                                                                            | ∥    |
| 本線     | 31A 31B        | 新地中華街           | しんちちゅうかがい     | 0.4                | 1.2                                                  | 長崎新地中華街・長崎新地ターミナル（イオン長崎店）                                                                                            | ∥    |
| 32       | 西浜町         | にしはまのまち       | 0.1                    | 1.3                |                                                      | ∥ |      |
| 32       | 西浜町         | にしはまのまち       | 0.1                    | 1.3                | 蛍茶屋支線                                           | ∥ |      |
| 36       | 浜町アーケード | はまのまちあーけーど | 0.1                    | 1.3                | 浜町アーケード                                       | ∥ |      |
| 37       | めがね橋       | めがねばし           | 0.4                    | 1.7                | 眼鏡橋・長崎女子商業高等学校                         | ∥ |      |
| 38       | 市役所         | しやくしょ           | 0.4                    | 2.1                | 長崎市民会館・興福寺・長崎警察署                     | ∥ |      |
| 39       | 諏訪神社       | すわじんじゃ         | 0.5                    | 2.6                | 諏訪神社・済生会長崎病院・長崎大学経済学部           | ∥ |      |
| 40       | 新大工町       | しんだいくまち       | 0.2                    | 2.8                | 亀山社中記念館                                       | ∥ |      |
| 41       | 新中川町       | しんなかがわまち     | 0.4                    | 3.2                | シーボルト記念館・長崎県立鳴滝高等学校・瓊浦高等学校 | ∥ |      |
| 43       | 蛍茶屋         | ほたるぢゃや         | 0.3                    | 3.5                | 聖母の騎士高等学校                                   | ∥ |      |